# Spilarctia alba
Spilarctia alba là một loài bướm đêm thuộc phân họ Arctiinae, họ Erebidae.